# Vạn Lương
Vạn Lương là một xã thuộc huyện Vạn Ninh, tỉnh Khánh Hòa, Việt Nam.
Xã Vạn Lương có núi hòn Chảo, là một núi có nhiều trầm hương và gỗ quý hiếm, đặc biệt là gỗ hoàng đàn. Cũng là quê hương của anh hùng Trần Đường đã hi sinh trong thời chiến tranh chống Pháp.